# 두경승

두경승(杜景升, ?~1197년 12월 11일(음력 11월 1일))은 고려 중기의 장군이다. 본관은 만경이다. 류삼백(柳森栢)은 그의 사위다.

## 생애
두경승이 공학군(控鶴軍)에 있을 때 수박(手搏)하는 사람이 그를 한 부대에 편입시켰다. 하지만 두경승의 외삼촌 상장군(上將軍) 문유보(文儒寶)가 반대해 가지 않았다.
그 뒤에 대정(隊正)을 지내다가 후덕전(厚德殿)의 견룡군(牽龍軍)으로 들어갔다.
1170년(의종 24년)에 무신정변이 일어났을 때 다른 무신들이 남의 재산을 마구 뺏어갔지만 두경승 혼자 대궐 밖에 나가지 않고 남의 재물을 조금도 빼앗지 않았다.
명종 초에 다시 산원(散員: 정8품)으로 옮겼는데, 이의방에 의해 내순검군지유(內巡檢軍指諭)로 임명되었다. 하루는 퇴근 길에 태안문(泰安門)에서 나와 옷을 바꿔 입고 도망쳐 숨었는데, 집안 사람들이 찾아다니다가 북산(北山) 바위 틈에서 발견했다. 집안 사람들이 왜 도망쳤는지 이유를 묻자 그는 "그저께 숙직하다 꿈을 꾸는 것과 같이 정신이 몽롱한 가운데 여러 사람이 나를 죽이려고 해 무서워서 변복하고 숨었는데, 잠시 후 수만 명이 나를 쫓아와서 여기까지 도망쳤다."라고 말했다. 당시 사람들은 "경인년(1170년, 의종 24년)에 억울하게 죽은 사람들의 원한 때문이다."라고 말했다.
1173년(명종 3년)에 김보당이 반란을 일으켰다. 이춘부와 함께 반란을 진압하러 갔는데, 이춘부가 행실이 좋지 않아 두경승이 조용히 타일렀다. 이춘부가 두경승의 충고대로 하니 남쪽 지방 백성들이 복속해왔다. 이춘부는 두경승에게 고마워해서 삶과 죽음을 같이하는 우정을 맺었다.
1174년(명종 4년)에 조위총이 반란을 일으켰지만 두경승은 그들을 패퇴시켰다. 왕은 그를 동로가발병마부사(東路加發兵馬副使)로 임명했다. 임명 받은 그는 정예병으로 성을 공격해 함락시켜 김박승의 목을 베어 머리를 개경으로 보냈다.
여진 사람 1천여 명이 정주 성문 밖에 와서 위급함을 틈타 약탈하려 하자 두경승이 이들을 설득해 곧 물러갔다.
맹주(孟州: 현 평안남도 맹산군)에 이르자 서경 군사들이 항거했다. 그는 이의민, 석린(石麟) 등과 함께 싸워 4백 명을 죽여 맹주·덕주(德州: 현 평안남도 덕천시) 병사들이 성을 버리고 달아났다.
두경승이 평주(平州: 현 황해북도 평산군)에 이르자 왕이 이광정(李光挺)을 보내 성 밖에서 위문하게 했다. 반란의 수장이 아직 살아있었기 때문에 왕은 후군(後軍) 총관사(惣管使)에 임명해 다시 전장으로 보냈다. 서경 군사들이 연주(漣州: 현 평안남도 개천시)로 들어가서 웅거하자, 두경승은 성 밖에 흙을 높이 쌓아 그 위에 대포를 벌여놓고 공격해 함락시켰다. 사졸들이 재화와 보물을 약탈하려 하자 두경승은 군령을 내려 금지시키고 가마솥을 가져가는 것만 허락했다.
서북지역의 모든 성이 관군에 항복했고, 그 후 서경으로 진격해 반란 세력들을 격파했다. 하지만 서경 사람들은 아직도 항복을 하지 않았다. 두경승은 연주에서 가져온 가마솥으로 취사를 해서 사람들이 이것을 편리하게 사용해서 두경승의 계책이 뛰어남을 칭송했다. 서경 군사들이 밤에 급습해 영문(營門)을 불태우자 두경승은 오히려 그대로 두라고 하고는 남은 기물들을 불 속에 던져 넣었다. 불길이 치솟아 낮같이 환해져 서경 사람들이 군영 안으로 침입하지 못했고, 결국 서경 사람들은 성에서 나와 투항했다. 두경승은 윤인첨과 합세해 서경을 격파하고 조위총을 잡아 죽여, 반란은 평정되었다.
그러나 아직 잔적이 남아있어 왕은 서북면(西北面) 병마사(兵馬使)로 임명해 영청현(永淸縣: 현 남포직할시 룡강군)을 진압하게 했다. 그 후 금나라 사신들이 고려에 왔다가 귀국하는데 서경 군사들이 길목을 차단하자 두경승이 사졸을 뽑아 기습해 적도들을 섬멸했다.
반란이 진압된 후 여러 관직을 거쳤다. 1180년(명종 10년)에 공부상서(工部尙書)로, 1181년(명종 11년)에 호부상서(戶部尙書)로, 1183년(명종 13년)에 추밀원부사(樞密院副使)로, 1185년(명종 15년)에 참지정사(參知政事)로, 1189년(명종 19년)에 권판병부사(權判兵部事)로, 1190년(명종 20년)에 수태위(守太尉)로, 1191년(명종 21년)에 판이부사(判吏部事) 수국사(修國史)로 임명되었다.
평장사(平章事)에 오른 후 삼한후벽상공신(三韓後壁上功臣)에 봉해졌고 왕의 명으로 이광필에게 초상을 그리게 했는데 이광필이 반신상(半身像)만 그리려 하자 두경승이 화내 초상을 그리게 했다.
두경승은 동료와 함께 식목도감(式目都監)에 소장하고 있는 판안(判案)을 전반적으로 점검해 다시 베껴 써서 보관해야한다고 건의하자 왕이 허락했다.
또한 선대의 공신들의 관작을 추가하자고 건의하자 왕은 흔쾌히 받아들여 모두에게 관작을 추증하고 또 공신녹권(功臣錄券)을 만들어 후손들에게 내려주었다.
1196년(명종 26년)에 이의민과 함께 문하시중(門下侍中)에 임명되었는데, 그 서열이 이의민 위에 있어서 이의민이 중서성(中書省)에서 욕설을 했지만 두경승은 웃기만 할 뿐 아무 말도 하지 않았다. 또한 중서령(中書令)에 임명되었다. 두경승은 속으로는 받고 싶어 하면서도 겉으로 사양하는 척하는 것을 못하겠다고 했다.
1197년(명종 27년) 음력 9월 20일에 최충헌 형제가 명종을 폐위시켰고, 다음 날인 음력 9월 21일에 두경승은 자연도(紫燕島: 현 인천 영종도)로 유배되었다.
신종이 즉위한 후 음력 11월 1일(양력 12월 11일)에 유배된 섬에서 울분으로 피를 토하고 죽었다.

## 두경승이 등장한 작품
- 《무인시대》 KBS, 2003년~2004년, 배우 : 임혁

## 평가
1190년(명종 20년)에 어떤 사람들이 다음과 같은 시를 썼다. "나는 李家(이의민)와 杜家(두경승)가 무섭더라. 위풍이 당당해서 진짜 재상 같거든. 황각에 앉은지 삼사년이지만 주먹 바람은 만고에 떨치리라."

## 전기 자료
- 《고려사》 권100, 〈열전〉13, 두경승

## 같이 보기
- 이의민